# Takanomyia antennalis
Takanomyia antennalis är en tvåvingeart som beskrevs av Hiroshi Shima 1988. Takanomyia antennalis ingår i släktet Takanomyia och familjen parasitflugor.
Artens utbredningsområde är Nepal. Inga underarter finns listade i Catalogue of Life.